# Inspektor Clouseau (film 1968)
Inspektor Clouseau (ang. Inspector Clouseau) – amerykańsko-brytyjska komedia z 1968 roku w reżyserii Buda Yorkina. Trzeci z serii filmów o „Różowej Panterze”.

## Obsada
- Alan Arkin jako Inspektor Jacques Clouseau
- Clive Francis jako Clyde Hargreaves
- Barry Foster jako Addison Steele
- Frank Finlay jako Nadinspektor Weaver